# Jerzy Pieszkański

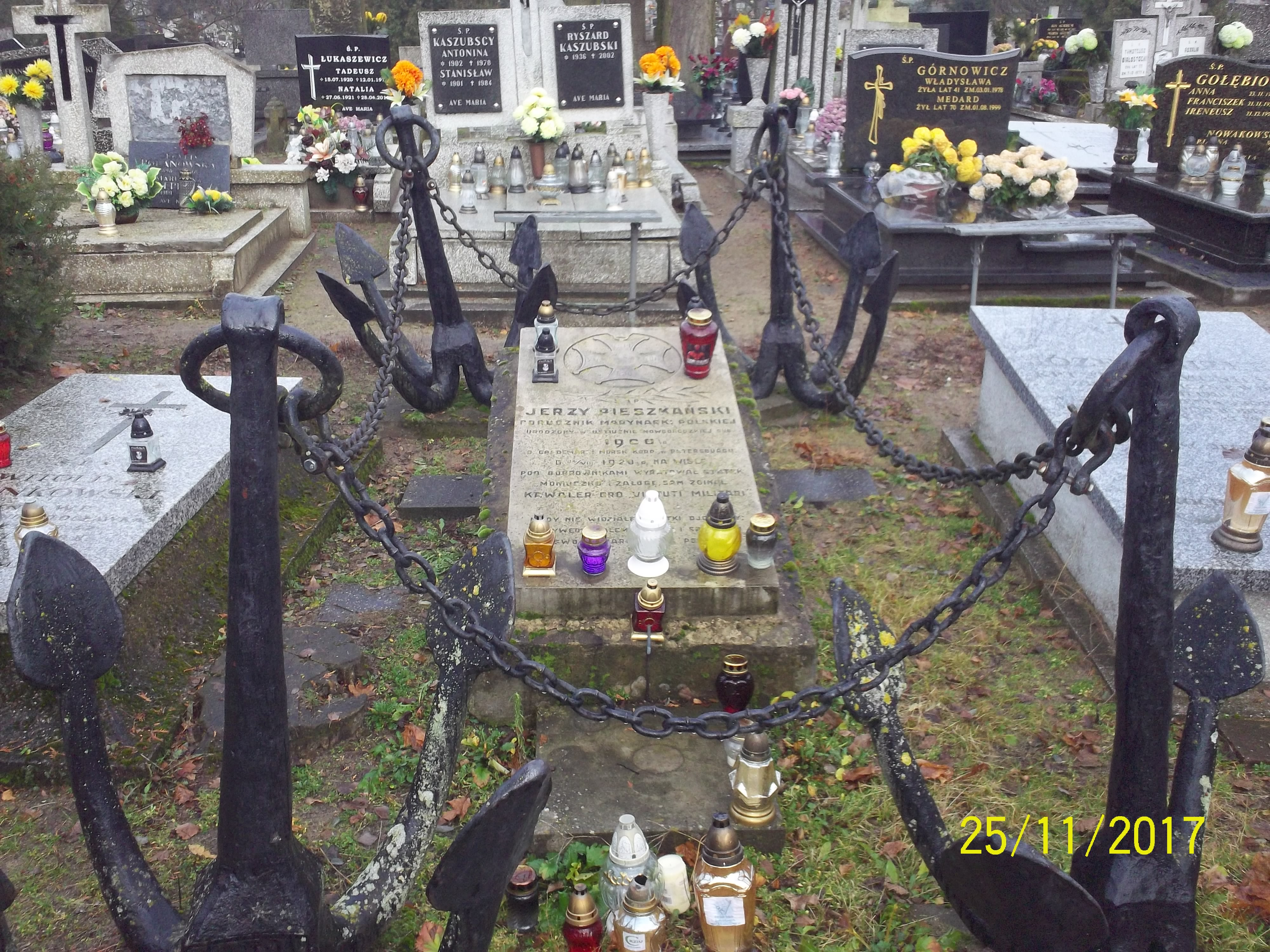
Grób por. Jerzego Pieszkańskiego na włocławskim cmentarzu.

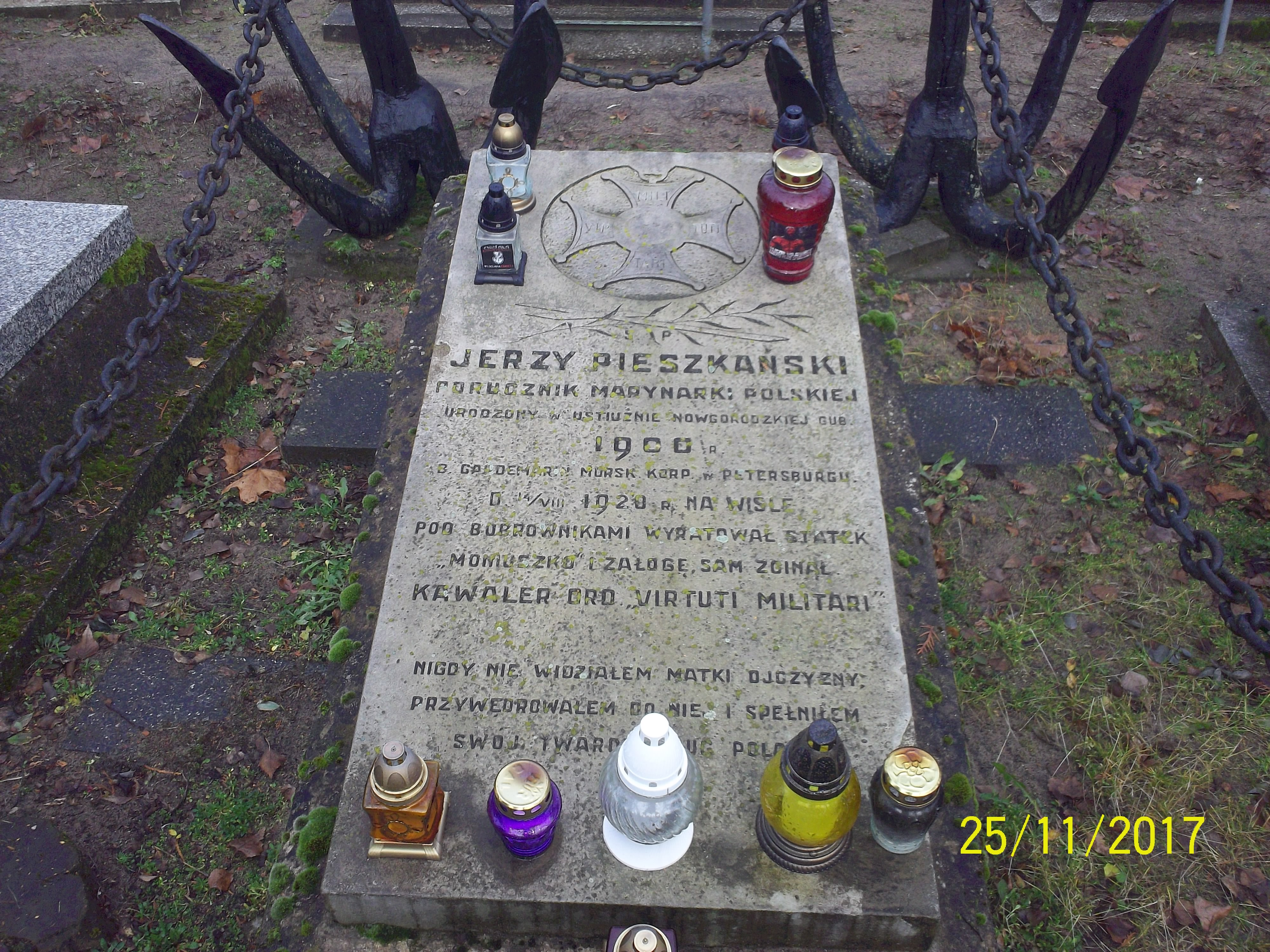
Płyta nagrobna por. Jerzego Pieszkańskiego na włocławskim cmentarzu.

Jerzy Pieszkański (ur. 1900, zm. 14 sierpnia 1920) – podporucznik Polskiej Marynarki Wojennej, uczestnik wojny polsko-bolszewickiej, odznaczony Krzyżem Srebrnym Orderu Virtuti Militari.

## Życiorys
Urodzony w roku 1900 w Ustiużnie (Gubernia nowogrodzka). Edukował się w Korpusie Morskim w Petersburgu, w III rocie gardemaryńskiej. 
Do Polski przybył po 11 listopada 1918 i został przyjęty do Marynarki Wojennej oraz przydzielony jako pomocnik szefowi Sekcji Marynarki Ministerstwa Spraw Wojskowych – kmdr. Bogumiłowi Nowotnemu. Następnie służył w korpusie rzeczno-brzegowym, w którym od dnia 21 lutego 1919 pełnił obowiązki oficera w 2 kompanii Batalionu Morskiego. Dalsza służba Jerzego Pieszkańskiego w Polskiej Marynarce Wojennej to pełnienie obowiązków II oficera na statku O.R.P. „Wisła”, dowódcy statku uzbrojonego O.R.P. „Kiliński” oraz dowódcy statku szkolnego O.R.P. „Neptun”. Wiosną 1920 został awansowany do stopnia podporucznika Polskiej Marynarki Wojennej (w korpusie rzeczno-brzegowym). Od kwietnia do lipca 1920 r. pozostawał bez przydziału i znajdował się w dyspozycji Departamentu dla Spraw Morskich Ministerstwa Spraw Wojskowych.  
W dniu 30 lipca 1920 objął dowództwo nad statkiem uzbrojonym  O.R.P. „Moniuszko” z III Dywizjonu Statków Uzbrojonych Flotylli Wiślanej, którym patrolował Wisłę na odcinku Warszawa – Modlin – Wyszogróg – Płock – Włocławek oraz holował berlinki z amunicją, na trasie z Modlina do Torunia. W dniu 14 sierpnia 1920 jego statek podporządkowano gen. bryg. Mikołajowi Osikowskiemu – dowódcy Grupy „Dolna Wisła” i skierowano w drogę powrotną do Modlina. W pobliżu miejscowości Rybitwy nastąpiła wymiana ognia z wojskami bolszewickimi. Był to oddział wydzielony 10 Dywizji Kawalerii dowodzonej przez N.D. Tomina, wchodzącej w skład 3 Korpusu Kawalerii Gaja Dimitriewicza Gaja (Gaj-Chana). Na wysokości ruin zamku w Bobrownikach O.R.P. „Moniuszko” został uszkodzony, a wielu ze znajdujących się na jego pokładzie zostało zabitych bądź rannych (zginął wówczas cywilny kapitan statku – Józef Mizera). Podporucznik Pieszkański nie usłuchał wezwania Rosjan i nie poddał im statku, który udało mu się doprowadzić do drugiego brzegu Wisły, w pobliżu Mikorzyna. Po zdemontowaniu działka pokładowego i karabinów maszynowych dalej prowadzono walkę z bolszewikami, lecz brak amunicji zmusił polskich marynarzy do wycofania się (zabrano rannych i broń). Ciężko już wówczas ranny (w brzuch i obie nogi) ppor. Pieszkański wpadł w ręce wroga, został dobity, a jego zwłoki pokłute bagnetami .
Dekretem Wodza Naczelnego marszałka Józefa Piłsudskiego (dekret L.3306) ppor. śp. Jerzy Pieszkański z Flotylli Wiślanej został odznaczony Srebrnym Krzyżem Orderu Wojennego Virtuti Militari (nr krzyża: 4165) oraz awansowany pośmiertnie do stopnia porucznika marynarki wojennej. Awans oraz odznaczenie nastąpiły na wniosek dowódcy Flotylli Wiślanej – kpt. mar. Bohdana Jarocińskiego, szefa Departamentu dla Spraw Morskich M. S. Wojsk. – kontradm. Kazimierza Porębskiego oraz dowódcy Frontu Północnego – gen. broni Józefa Hallera. W lutym 1929 dowódca Okręgu Korpusu Nr VIII - gen. bryg. Stefan Pasławski - przyznał pośmiertnie por. mar. Pieszkańskiemu prawo do noszenia Medalu Pamiątkowego za Wojnę 1918–1921.
Początkowo Jerzy Pieszkański został pochowany w pobliżu Mikorzyna (wieś Włoszyca), jednakże po kilkunastu dniach jego ciało ekshumowano, przewieziono statkiem do Włocławka i złożono w kwaterze Obrońców Wisły na tamtejszym cmentarzu. Jego grób na włocławskim Cmentarzu Komunalnym (sektor 84A, rząd 16, nr grobu 521) zawiera inskrypcję: „Nigdy nie widziałem matki Ojczyzny. Przywędrowałem do niej i spełniłem swój twardy dług Polaka”. W dniu 25 sierpnia 1929 roku pod Bobrownikami odsłonięty został pomnik Jerzego Pieszkańskiego.
Ojciec Jerzego Pieszkańskiego, Konstanty Pieszkański, otrzymał uchwałą Rady Miejskiej miasta Nieszawy z dnia 22 października 1932 roku honorowe obywatelstwo tego miasta .

## Ordery i odznaczenia
- Krzyż Srebrny Orderu Wojskowego Virtuti Militari (1922)[6]
- Medal Pamiątkowy za Wojnę 1918–1921